# Sibiraea angustata
Sibiraea angustata là loài thực vật có hoa trong họ Hoa hồng. Loài này được (Rehder) Hand.-Mazz. miêu tả khoa học đầu tiên năm 1933.